# Valentine Strasser
Valentine Esegragbo Melvine Strasser (Freetown, 26 de abril de 1967) é um militar de Serra Leoa, que exerceu a presidência do país entre abril de 1992 e janeiro de 1996.

## Estudos e carreira militar
Nascido em Murray Town, bairro da região oeste de Freetown, Strasser foi criado apenas por sua mãe (uma descendente de jamaicanos), uma vez ele nunca chegou a conhecer o pai. Depois que concluiu o curso secundário na Sierra Leone Grammar School, na capital serra-leonesa, alistou-se nas Forças Armadas aos 18 anos de idade, como oficial subalterno. Ele ainda permaneceria durante 5 anos no quartel de Daru, no vilarejo de Kailahun.

## Participação no Golpe de 1992 e chegada à presidência
Em 29 de abril de 1992, um grupo de jovens oficiais, liderados por Strasser, depôs o general Joseph Saidu Momoh, que governava Serra Leoa desde 1985, em resposta ao controle da Frente Revolucionária Unida (FRU) em grande parte das províncias ricas em diamantes ao leste do país, aliado à corrupção no governo, o crescente abuso de poder, os problemas administrativos nas minas de diamantes e a repressão governamental à oposição. Com a deposição do general Momoh, Strasser - que aos 25 anos, tornou-se o mais jovem presidente de um país - e seus oficiais criaram um Conselho Nacional provisório de regulamentação. O novo presidente declaroou estado de emergência, limitou a liberdade de imprensa e de discurso, além de conceder poderes às Forças Armadas e à Polícia para prender.
Porém, o Conselho mostrou-se tão ineficiente quanto o governo Momoh para combater os rebeldes da RUF, que em 1995 controlava as províncias do leste e chegou aos arredores de Freetown.

## Deposição e exílio na Inglaterra
Um golpe militar derrubou Strasser, que foi substituído, em janeiro de 1996, pelo deputado Julius Maada Bio, que exerceria o posto durante 2 meses, até a eleição presidencial, vencida por Ahmad Tejan Kabbah. Ao deixar a presidência, Strasser mudou-se para a Inglaterra e estudou direito na Universidade de Warwick, em Coventry, mas abandonou os estudos depois de um ano. Em 2000, mudou-se para a Gâmbia, mas o país barrou a entrada do ex-presidente.